# Фольклористика

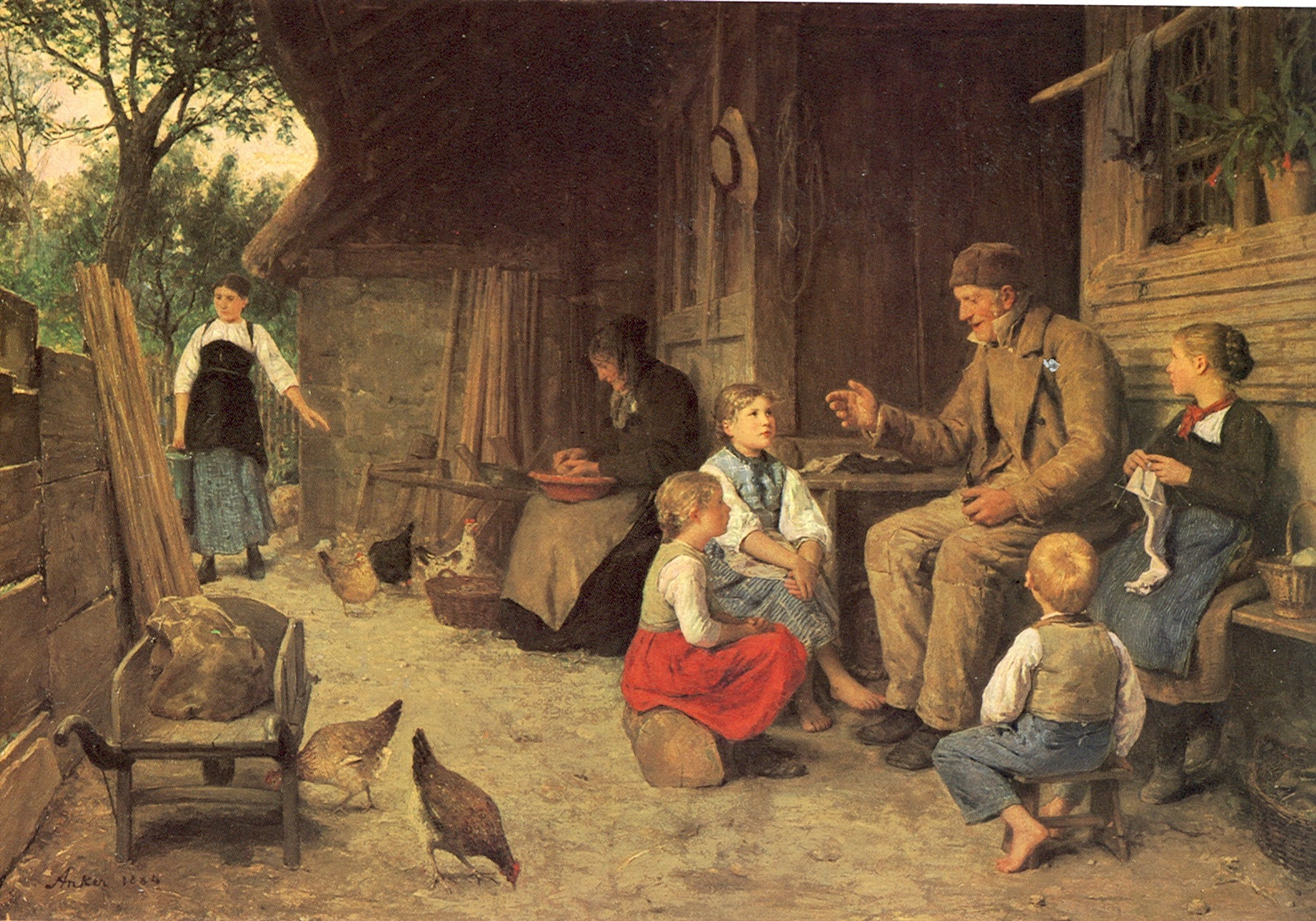
Альберт Анкер «Дедушка рассказывает историю» (1884)

Фольклори́стика — наука, изучающая народное творчество (фольклор), находящаяся на стыке этнографии, литературоведения и музыкознания. В сфере научных интересов фольклористики находится собирание, издание, типологизация и общее изучение народного творчества.

## Предмет изучения

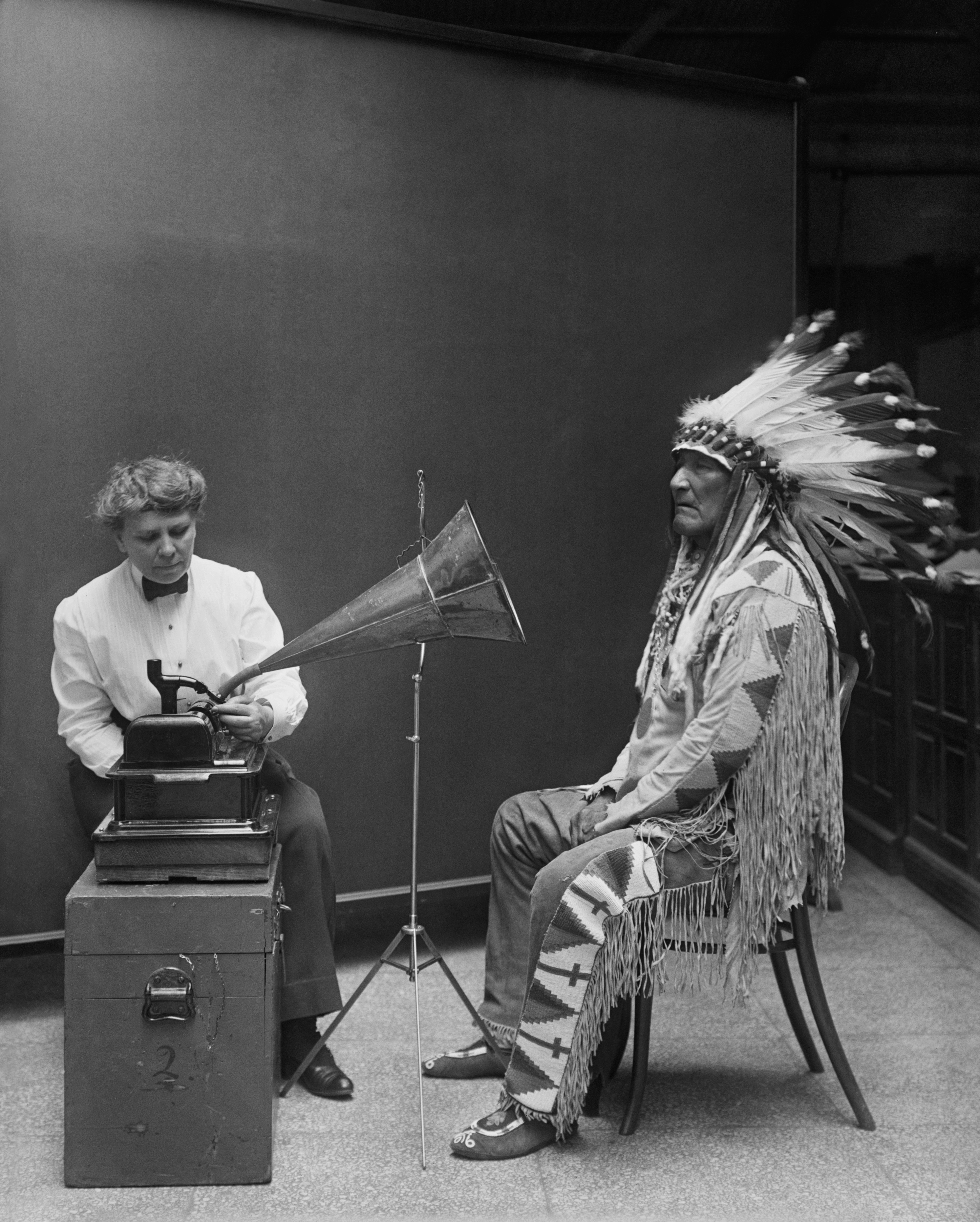
Этнограф Фрэнсис Дансмур в 1916 году производит фонографическую запись вождя черноногих

### Отрасли фольклористики
Внутри фольклористики существуют направления, уделяющие основное внимание отдельным видам или сторонам народного творчества. В частности, музыкальной составляющей фольклора занимается этномузыковедение; изучением народных танцев — этнохореология; изучением эпических произведений — эпосоведение, более узко, изучением русского былинного эпоса — былиноведение; изучением сказок — сказковедение; паремиология изучает пословицы, поговорки и присловия; этнолингвистика изучает язык в его взаимодействии с народной культурой. В последнее время возникают новые отрасли фольклористики, например, «Фольклор в этнокультурном ландшафте», «Фольклор и православная традиция», Фольклор и славянская мифология.

## История

### Ранняя фольклористика. Мифологическая школа
Возникновение системного интереса к народному творчеству было связано с любителями — собирателями народного фольклора. На протяжении XVIII века в Западной Европе этот интерес нарастал, а зарождение романтического направления в философии науки и искусстве в начале XIX века, стало движителем становления целого научного направления — фольклористики. В России данный процесс имел место несколько позже, чем в Европе — в первые десятилетия XIX века. Среди собирателей фольклорных сюжетов для использования их в литературных целях можно назвать таких известных писателей как Василий Жуковский, Александр Пушкин, Николай Гоголь. В Карелии собирал руны Калевалы Элиас Лённрот. Первым, зародившимся из увлечения народным творчеством направлением молодой науки была так называемая мифологическая школа. Её представители, в том числе известнейшие Вильгельм и Якоб Гримм (особенно Якоб), пытались вскрыть в народном творчестве древнейший пласт мифологических представлений, при этом зачастую используя методы, аналогичные применяемым в сравнительном языкознании. К середине XIX века взгляды Гримма были развиты немецкими учёными Куном, Шварцем, Маннгардтом, английским учёным Максом Мюллером, французским — Пикте и русскими учёными Фёдором Буслаевым, Александром Афанасьевым и Орестом Миллером.

### Фольклористика конца XIX — начала XX веков

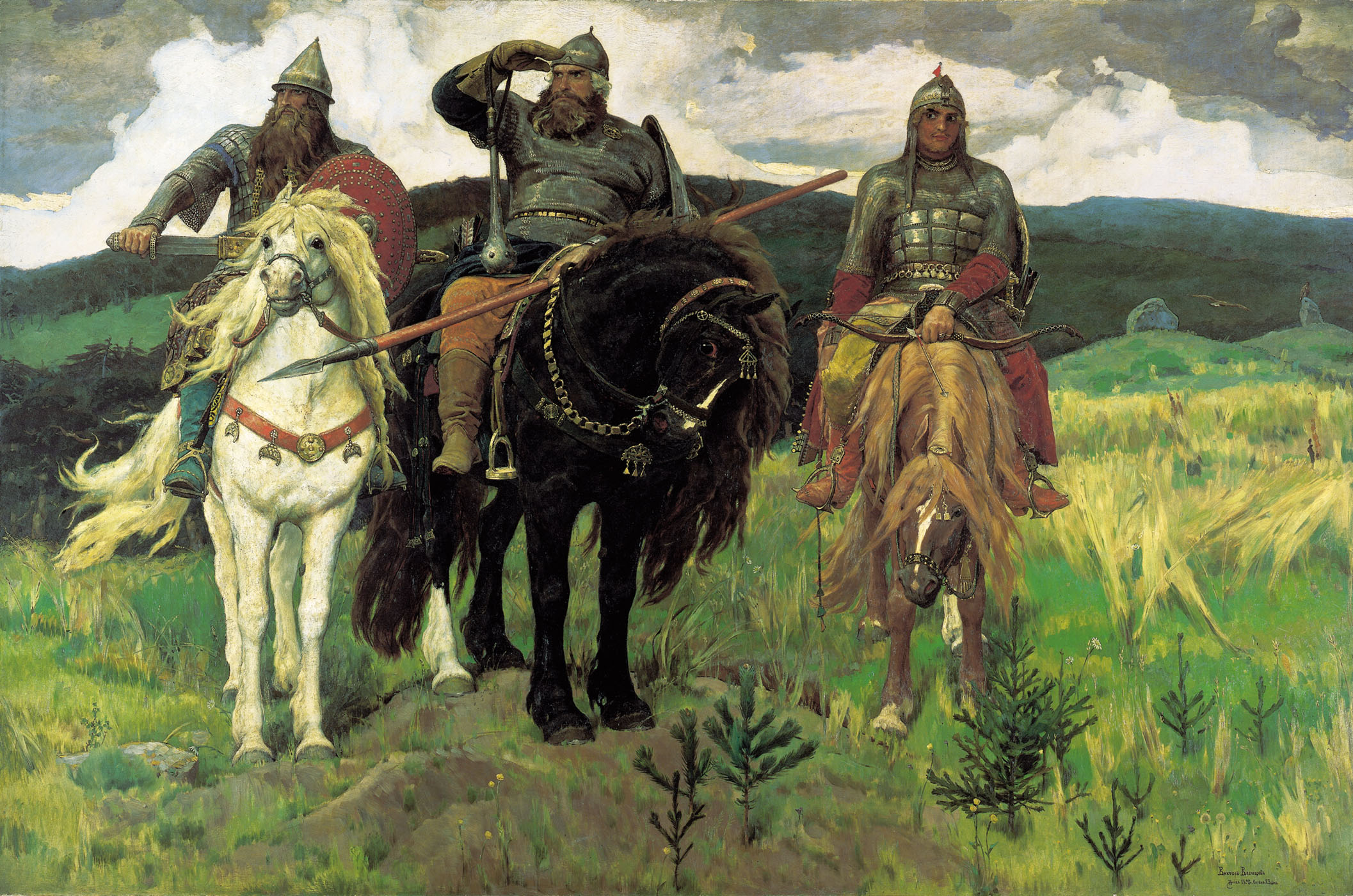
Три богатыря, одни из самых известных былинных персонажей на картине В. М. Васнецова

В 1859 году немецкий учёный Т. Бенфей высказал идею о культурных заимствованиях в фольклоре, которая сменила представление о восхождению сходных сюжетов к единым источникам. Его теория стала главенствующей в фольклористике, фактически, до конца XX века. В России миграцию сюжетов изучали тот же Буслаев и Всеволод Миллер, Александр Веселовский и многие другие. Созданная на основе воззрений Эдуарда Тайлора «антропологическая теория» была популярна на Западе, но не нашла большого сочувствия у русских фольклористов. В России, в конце XIX века, зарождаются два оригинальных направления — теория академика Веселовского, и так называемая историческая школа, основанная, в основном, на трудах отошедшего от теории заимствования академика Миллера. Историческая школа нашла много сторонников, в духе её воззрений писали свои работы учёные-фольклористы Алексей Марков, С. К. Шамбинаго, братья Борис и Юрий Соколовы. Сутью данного направления был поиск исторических основ фольклорных произведений, попытка поиска исторических событий, ставших толчком к созданию того или иного сюжета. В Финляндии развивалась так называемая финская школа или географо-исторический метод, основателем которой был Юлиус Крон, а продолжателями — его сын К. Крон и А. Аарне. Основными идеями финской школы было внимание к географической привязке произведений народного творчества, а также составление указателей сюжетов сказок и рун. Большой вклад в сказковеденье внесла книга Аарне «Указатель сказочных типов» («Verzeichnic der Marchentypen»). Финская школа оказала влияние и на российскую, и на европейскую фольклористику. Также во второй половине XIX — первой трети XX веков существовала т. н. русская школа, характеризовавшаяся вниманием к личности исполнителя устного народного творчества. Её приверженцы выискивали наиболее выдающихся сказителей, издавали произведения фольклора, группируя их по исполнителям и т. п.

### XX век — настоящее время
В 1930-х годах географический и исторический подходы стали сменяться типологическими, как в СССР, так и в мире. В СССР это было связано, прежде всего, c разгромом исторической школы в 1936 году, и фактически запретом на использования терминологии и методов этой школы, впрочем, ещё с 1920-х годов она находилась в кризисе из-за необходимости увязываться с социологическими методами, диктуемыми идеологией государства. Главным предметом внимания фольклористики становится сказка, и именно на сказочном материале рождается так называемый палеонтологический метод, ярчайшим представителем которого стал В. Я. Пропп. Им был написан ряд работ, выявляющих структуру (в терминологии Проппа — морфологию) сказок, на основе которой уже делались выводы о генезисе этого жанра. К 1950-м годах в советской фольклористике преобладали два направления: неоисторическая школа, ставшая возрождением принципов разгромленной исторической школы, а также школа историко-типологического подхода, сложившаяся благодаря палеонтологическим исследованиям фольклора. Основной темой, дискутировавшейся между представителями этих направлений был историзм былин, который исследователи исторической школы определяли как прямая взаимосвязь исторических событий с сюжетом эпоса, а исследователи историко-типологического направления — как выражения чаяний эпохи, без связи с конкретными сообщениями исторических источников. Возрождённую историческую школу возглавлял Б. А. Рыбаков, в духе её воззрений писал работы С. Н. Азбелев. К историко-типологической школе, помимо самого В. Я. Проппа, относились А. П. Скафтымов, Б. Н. Путилов. В 1970-х исследования в русле этих направлений продолжились, однако кардинально новых идей и открытий они не принесли. К настоящему времени развитие эпосоведения в России продолжается в русле установившихся в середине XX века тенденций. Внимание актуальных исследований фольклористики смещается к выяснению современных творческих процессов в народе, и связанной с ними теме аутентичности, к изысканиям в области городского фольклора, проблемам персонального нарратива и устной истории, современного фольклора (в том числе интернет-фольклора), «антифольклора» и «постфольклора» (концепция Н. И. Толстого, С. Ю. Неклюдова).

## Образование
Согласно государственной номенклатуре специальностей научных работников Министерства образования и науки Российской Федерации 2009 года фольклористика относится к филологическим наукам, разделe Литературоведение, номер специальности — 10.01.09. При подготовке магистров входит в программу «фольклористика и мифология» (520306). В России действует 12 диссертационных советов по специальности «Фольклористика».